# Stenomalina communis
Stenomalina communis är en stekelart som först beskrevs av Christian Gottfried Daniel Nees von Esenbeck 1834.  Stenomalina communis ingår i släktet Stenomalina och familjen puppglanssteklar. Arten är reproducerande i Sverige. Inga underarter finns listade i Catalogue of Life.